# Избранное (Остаться в живых)
«Избранное» (англ. Greatest Hits) — двадцать первая серия третьего сезона американского драматического телесериала «Остаться в живых». Первый показ состоялся 16 мая 2007 года на телеканале ABC. Центральным персонажем серии стал Чарли Пэйс, это последняя серия, где он главный герой.  В этой серии также показан флэшбэк, не связанный с Чарли - это события в лагере Других, произошедшие за шесть часов до момента повествования, рассказанные Карлом.

## Сюжет

### Воспоминания
Маленький Чарли, его брат Лиам и их отец пришли в бассейн. Но Чарли боится нырять. Отец говорит, что если Чарли прыгнет, он его поймает. И, несмотря на подзадоривания Лиама, Чарли прыгает в бассейн. Позже повзрослевшие Чарли, Лиам и их группа застряли на дороге за городом из-за сломанной машины. Мы видим, что Чарли хочет уйти из группы. Но тут по радио они впервые слышат их песню. Они радуются. Позже Чарли идёт по городу и слышит призыв о помощи. В переулке он видит, как вор пытается похитить сумку у незнакомой девушки. Эта девушка — Надия, возлюбленная Саида. Чарли прогоняет вора. Надия называет его героем. На рождество Лиам дарит Чарли кольцо, которое их предки передавали из поколения в поколение, считая, что лучше оно будет у Чарли, чем у него. Вскоре после авиакатастрофы Чарли знакомится с беременной Клэр.

### Остров
Джек ведёт выживших в джунгли. Он говорит, что у него есть план борьбы с другими. Из-за деревьев выходит Даниэль Руссо и с помощью динамита взрывает дерево. Джек говорит, что Руссо носила для них динамит с «Чёрной скалы». Они могут заминировать помеченные палатки. Тем временем Саид говорит, что он починил спутниковый телефон Наоми, но тот не ловит сигнал. Джульет говорит, что у Дхармы была подводная станция «Зеркало», и другие используют её для глушения связи с островом. Тем временем Десмонд говорит Чарли о своём новом видении: он плывёт под водой, потом комната с оборудованием и мерцающей лампочкой, затем Чарли отключает лампочку, и выживших увозят с острова на вертолётах. Десмонд говорит, что видит, как Клэр и Аарон садятся в вертолёт. Но Чарли умирает. Чарли говорит, что готов принести себя в жертву ради Аарона и Клэр. Джульет говорит, что Бен ей сказал, что станция «Зеркало» затоплена. Кто-то должен проплыть на неё и отключить глушащее устройство. Но обратно он вряд ли успеет выплыть. Чарли говорит, что он это сделает. Джек говорит, что он не позволит ему рисковать так сильно. Он говорит, что сначала надо разобраться с другими. Они хотят заминировать три палатки и, когда придут другие, взорвать их. Наоми говорит Чарли, что его группа после авиакатастрофы стала очень популярной. Чарли составляет список пяти самых лучших моментов его жизни. Их можно увидеть в его воспоминаниях.
Вдруг к лагерю выживших подплывает лодка. В ней Карл — другой, друг Алекс, которому помогли Сойер и Кейт. Карл говорит, что другие придут не через несколько дней, как планировали, а они идут прямо сейчас. Об этом ему рассказала Алекс. Она услышала, как Бен, вернувшись от Джейкоба, приказал Тому и Райану Прайсу собрать десять человек и идти в лагерь. После этого она попросила Карла предупредить выживших. Джек начал быстро принимать решения. Он решил, что Чарли сейчас же отправится на станцию «Зеркало». Они догадались, где она: к ней вёл кабель под водой. Десмонд сказал, что пойдёт с Чарли. Джек сказал, что выжившие должны двигаться к радиовышке, о которой говорила Даниэль. Времени на минирование лагеря не было, и Саид предложил, что три палатки должны взорвать три стрелка пулями. Джек должен вести людей к радиовышке, а три человека — стрелять. Эти три человека: Бернард, Джин и Саид. Десмонд и Чарли на лодке доплыли до станции «Зеркало». Чарли попросил Десмонда передать Клэр список его пяти лучших моментов. Десмонд сказал, что Чарли не будет нырять, что он утонет, но Чарли оглушил его веслом, оставил список и нырнул. Он подплыл под станцию и вынырнул внутри. Оказалось, что она не затоплена. Чарли обрадовался, что выжил, но тут его на прицел взяли две женщины, которые находились на станции.